# Carmen Solero Asturiano
Carmen Solero Asturiano (València, 20 de febrer de 1914 - 21 de juliol de 1996) fou una mestra comunista valenciana.
Va nàixer a València el 1914. Sa mare era portera i son pare policia municipal. Es va casar molt jove –als 18 anys– pel civil, amb el pintor valencià Francisco Carreño Prieto, de qui després es divorciaria. El marit, quan esclata la guerra, s'havia integrat en la secció d'arts plàstiques de l'Aliança d'Intel·lectuals Antifeixistes i havia fet nombrosos cartells. El 1956 es traslladà a Palma, on ocupà una càtedra de dibuix. Es va casar de nou amb Carmen Gómez, filla del pintor Constantino Gómez, professor de pintura i dibuix al col·legi de l'Alameda de València, l'Institut per a l'ensenyament de la dona, que es regia per la docència de la Institució Lliure d'Ensenyança.
Per la seua banda, Carmen Solero va arribar a l'URSS enviada –en companyia de Concha Bello, ambdues amigues íntimes d'Alejandra Soler– en comissió de serveis pel Ministeri d'Instrucció Pública de la República. Com molts altres mestres espanyols, hi atengueren l'educació dels xiquets evacuats d'Espanya per la Guerra Civil. La major part dels xiquets procedien del País Basc i d'Astúries –entre aquests últims hi havia els germans de Francisca Puelles, Amaya, dona de Vicente Muñoz Suay. Aquests mestres impartien classes a les Cases de nens, normalment en el camp pels voltants de Moscou, i residien en pavellons annexos al principal, on es trobava l'escola, les dependències dels xiquets, els menjadors i la infermeria.
Carmen Solero i Concha Bello vivien a Prarda. La Segona Guerra Mundial separaria les amigues. Alejandra Soler va marxar al sud i després a l'oest de Rússia, fins que, després de moltes peripècies que relata en el seu llibre La vida es un río caudaloso…, tornà a Moscou amb el seu marit, Arnaldo Azzati, i es retrobà amb Carmen Solero. Com que no tenien casa, Carmen, que s'havia casat amb Peregrín Pérez –heroi de la guerra espanyola i cap militar en la Segona Guerra Mundial–, els va cedir una habitació en un pis comunal, mentre ella estudiava en una escola del partit. Hi visqueren part de l'any 46 i el 47.
Carmen Solero tornà amb Arnaldo i Alejandra a Espanya i va viure amb ells a Madrid, fins que va aconseguir una feina de mestra en una escola privada de València. Amb el temps tornaria amb Alejandra en un viatge a Moscou, també feren altres viatges, com a la Xina, a Mèxic… No va tenir fills. Al final de la seua vida s'estigué en una residència de Torrent (Horta Oest), malalta d'Alzheimer, d'on s'escapava contínuament. Va morir a València, a la clínica El Consuelo, el 1996.